# Saint-Congard
Saint-Congard (Gallo Saent-Congar, bretonisch Sant-Kongar) ist eine französische Gemeinde mit 806 Einwohnern (Stand 1. Januar 2022) im Département Morbihan in der Region Bretagne.

## Geografie
Saint-Congard liegt rund 36 Kilometer nordöstlich von Vannes im Osten des Départements Morbihan.
Nachbargemeinden sind Missiriac im Norden, Saint-Laurent-sur-Oust im Nordosten, Saint-Martin-sur-Oust im Osten, Saint-Gravé im Südosten, Pluherlin im Südwesten, Pleucadeuc im Westen sowie Malestroit im Nordwesten.

## Bevölkerungsentwicklung
| Jahr                       | 1962 | 1968 | 1975 | 1982 | 1990 | 1999 | 2006 | 2012 | 2019 |
| Einwohner                  | 769  | 722  | 697  | 683  | 664  | 637  | 6702 | 751  | 795  |
| Quellen: Cassini und INSEE |      |      |      |      |      |      |      |      |      |

## Sehenswürdigkeiten

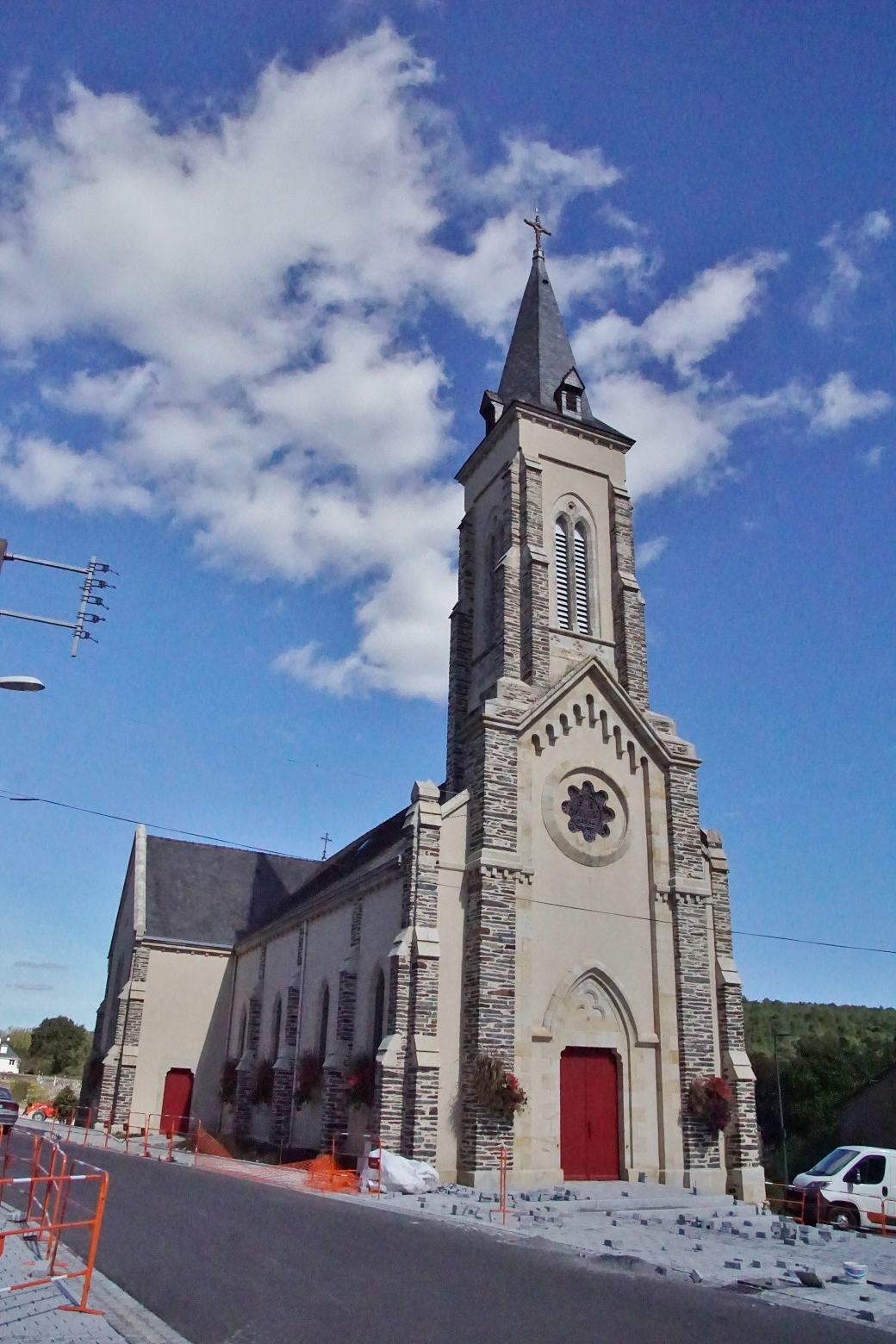
Kirche Saint-Congard
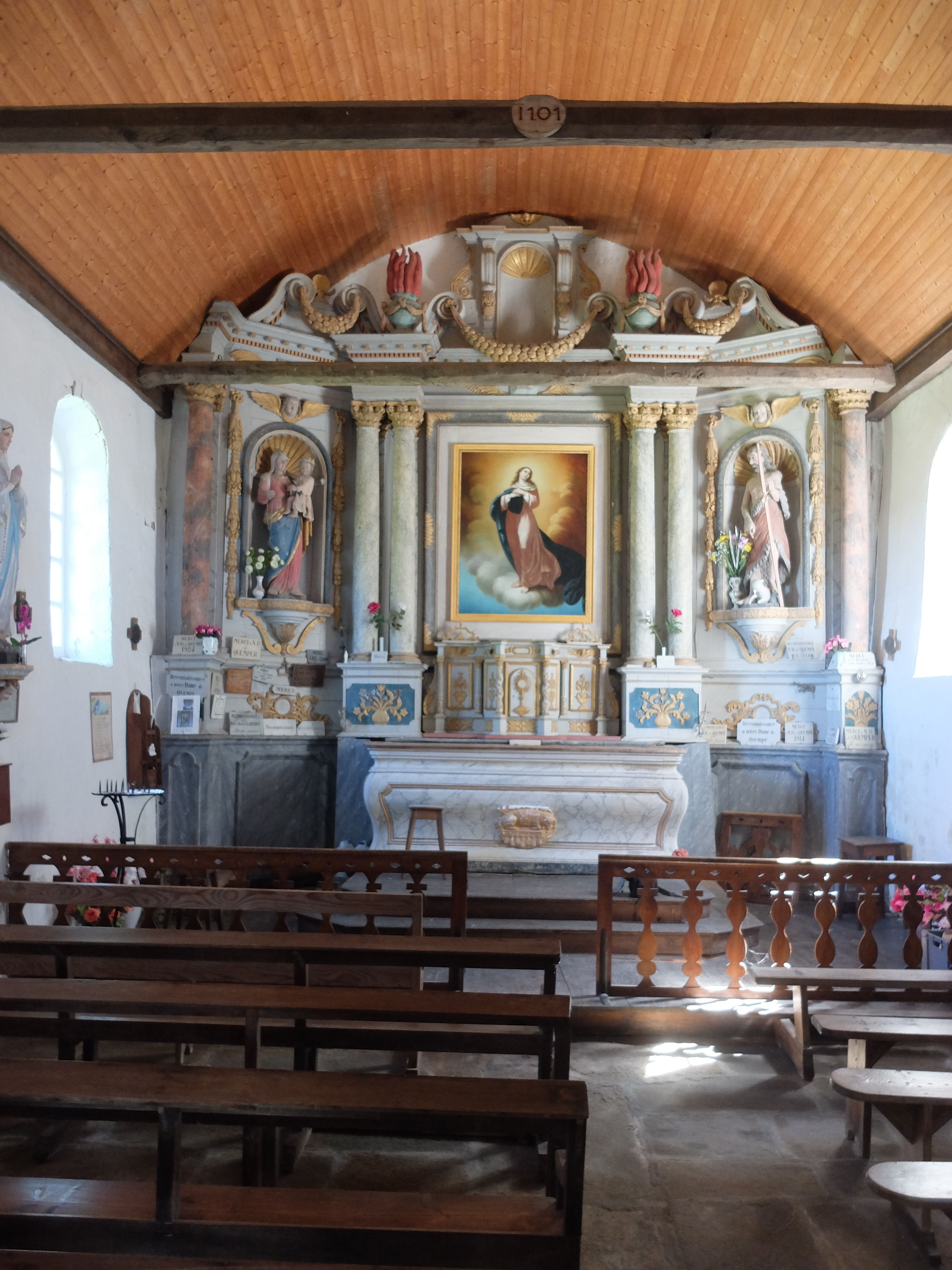
Altar der Kapelle Notre-Dame-de-Quemper